# Ido-ji

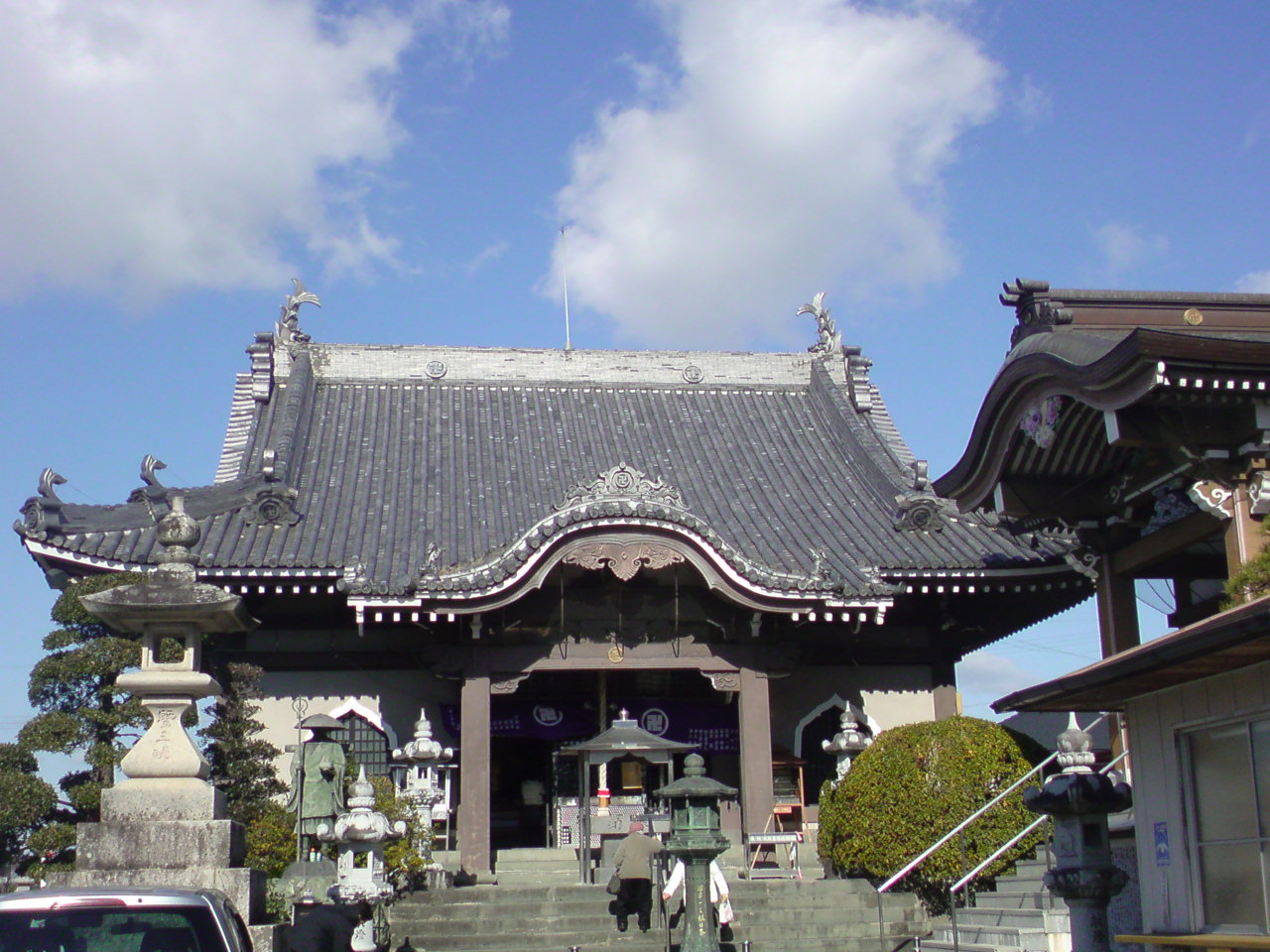
Haupthalle

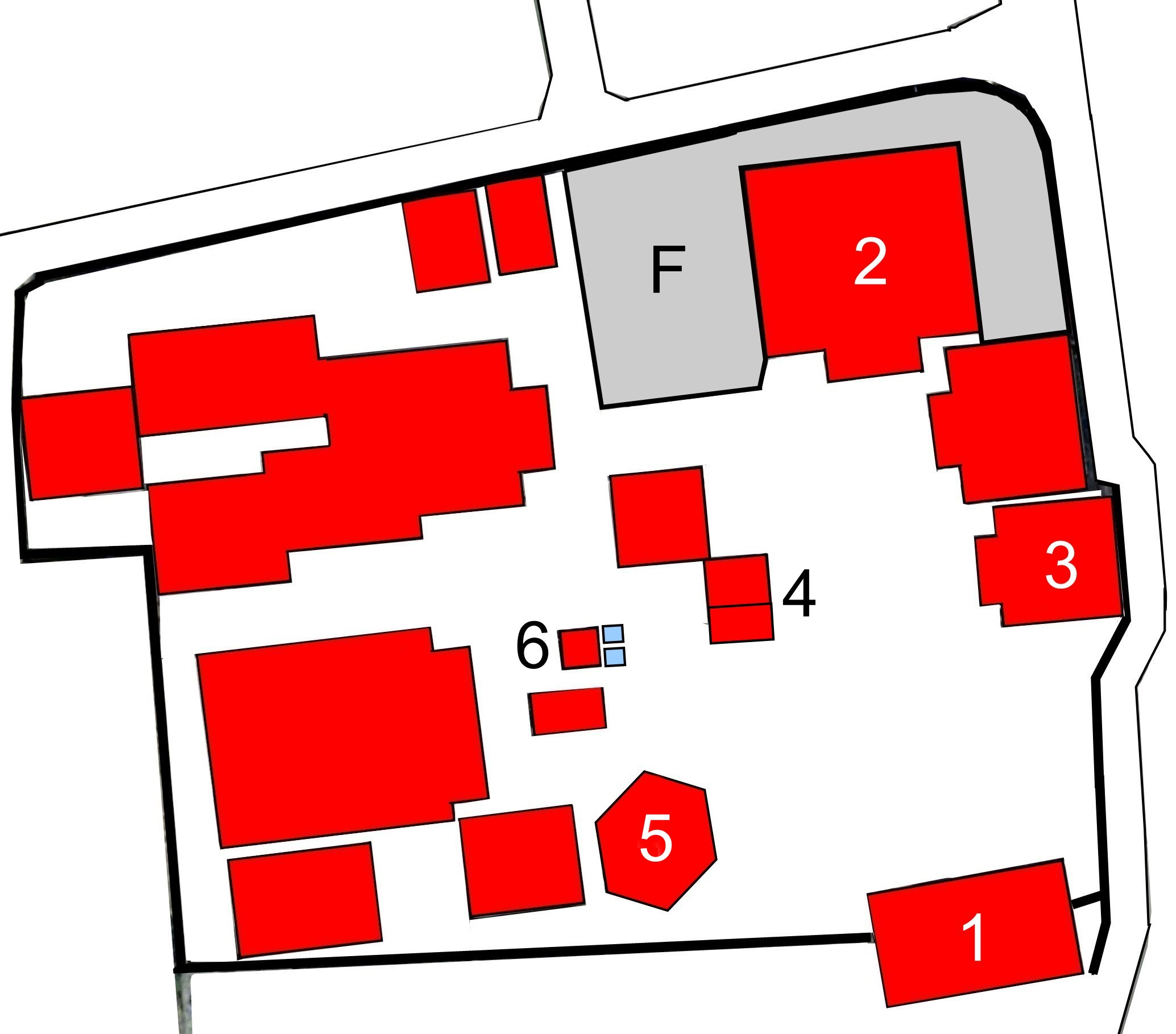
Plan des Tempels
(s. Text)

Der Ido-ji (japanisch 井戸寺) mit den Go Rurizan (瑠璃山) und Shimpukuin (真福院) in Tokushima ist ein Tempel, der zur Shingon-Richtung des Buddhismus gehört. In der traditionellen Zählung ist er der 17. Tempel des Shikoku-Pilgerwegs.

## Geschichte
Der Tempel soll in der Hakuhō-Zeit (白鳳, 645–710) auf Wunsch des Kaisers Temmu angelegt worden sein. Als Priester Kūkai in der Heian-Zeit Shikoku durchwanderte und in diese Gegend kam, war er von der Wassernot der Bauern so berührt, dass er seinen Priesterstab in die Erde stieß, worauf Wasser hervorkam. Das gab dem Tempel den Namen Idoji, was „Brunnen-Tempel“ bedeutet.

## Anlage
Man betritt die Anlage durch das mächtige Tempeltor, das hier als Niō-Tor (仁王門; 1) mit den beiden Tempelwächter rechts und links vom Durchgang ausgeführt ist. Das Tor wurde vom 10. Chef des Hauses der Hachizuka, die in der Edo-Zeit die Gegend regierten, Hachisuka Shigeyoshi (蜂須賀重喜; 1738–1801), als Geschenk  von seiner Villa in Ōtani hierher umgesetzt. Voraus sieht man die Haupthalle (本堂, Hondō; 2), die von drei Seiten vom Friedhof (F) umgeben ist. Rechts vor der Haupthalle steht die Halle, die dem Tempelgründer geweiht ist, die Daishidō (大師堂; 3). Dieser Daishidō steht eine weitere kleine gegenüber, die "Hikagiri-Daishidō" (日限大師堂; 4). Dort befindet sich eine Figur aus Stein, die „Wasser-Priester“ (水大師, Mizudaishi) heißt. Betet man dort an ganz bestimmten Tagen (japanisch Hikagiri) zu ihm, so werden die Wünsche  erfüllt.
Eine Besonderheit ist der sechseckige Pavillon, „Daihiden“ (大悲殿; 5) genannt. In ihm wird der heilige Fudō Myōō (不動明王) verehrt. – Auf dem Tempelgelände befindet sich auch ein kleiner Schrein, der der Benzaiten (弁財天; 6), der einzigen weiblichen Person unter den Sieben Glücksgöttern, gewidmet ist.

## Schätze
Zu den Tempelschätzen gehört die stehende elfköpfige Kannon aus Holz (木造十一面観音立像, Mokuzō jūichimen Kannon ritsuzō). Sie stammt aus der frühen Heian-Zeit, ist aus Zypressenholz, hat eine Höhe von 197 cm und trägt in der rechten Hand einen Priesterstab. Die Figur ist als Wichtiges Kulturgut Japans registriert.

## Bilder

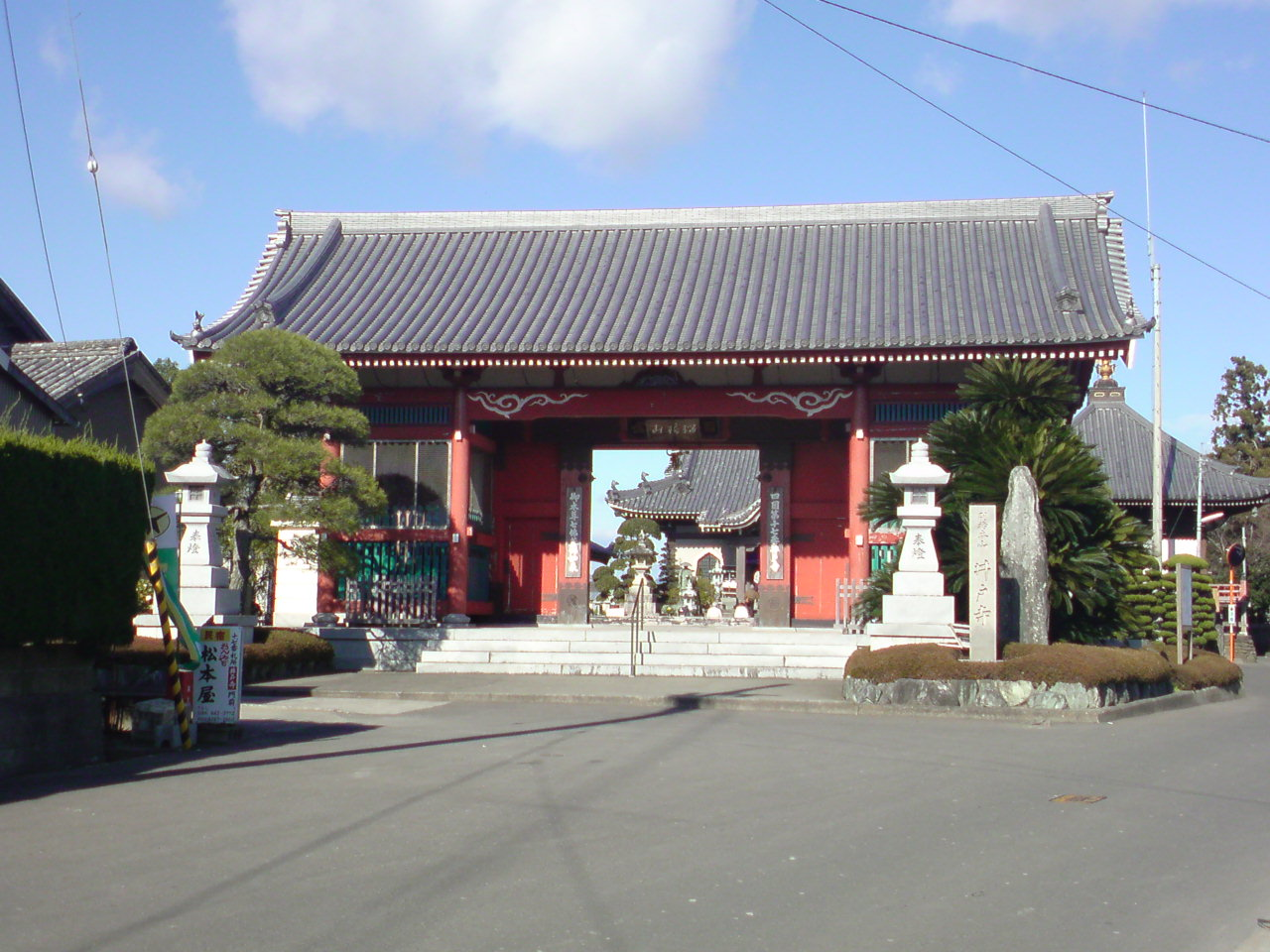
Tempeltor
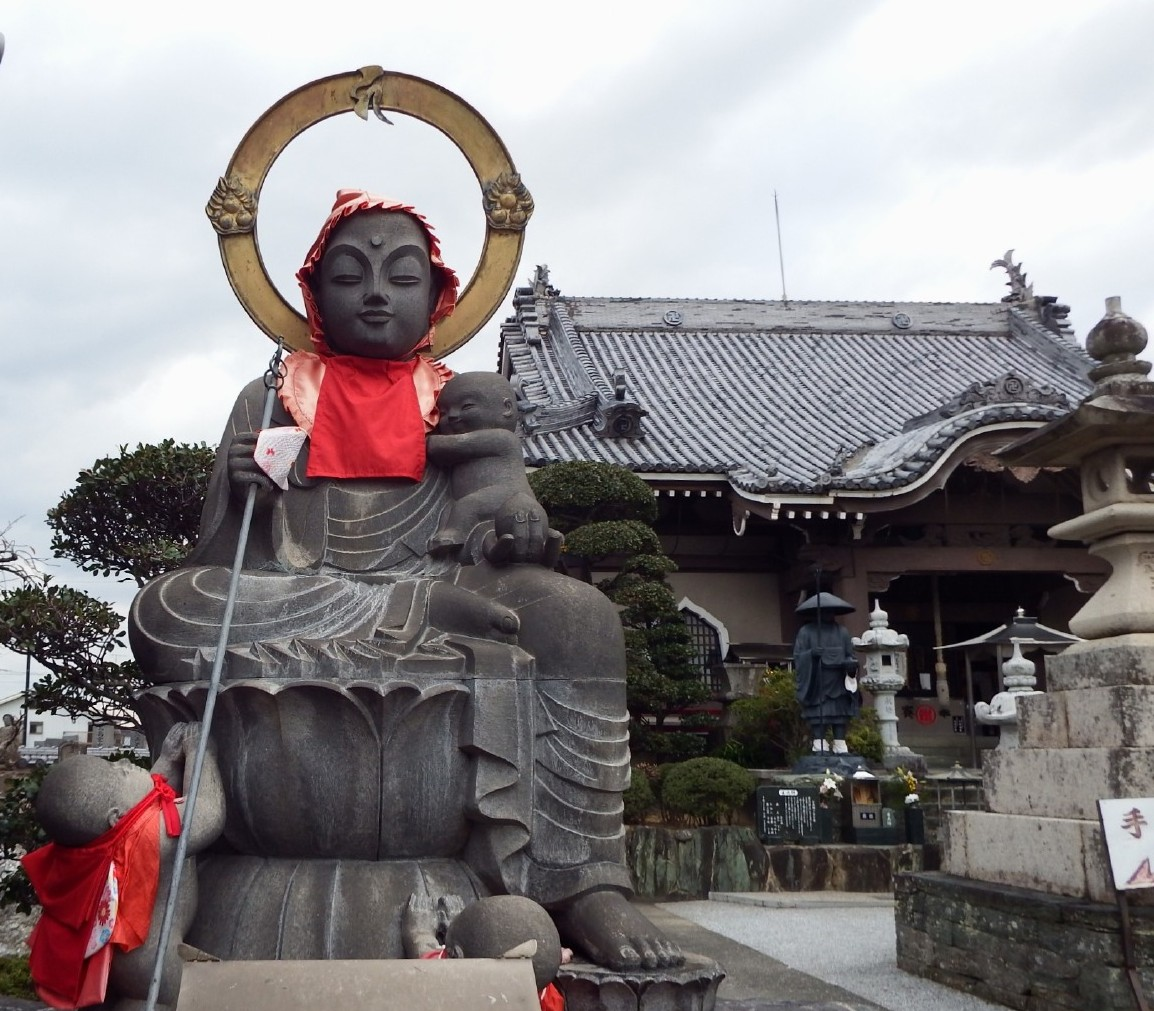
Vor der Haupthalle
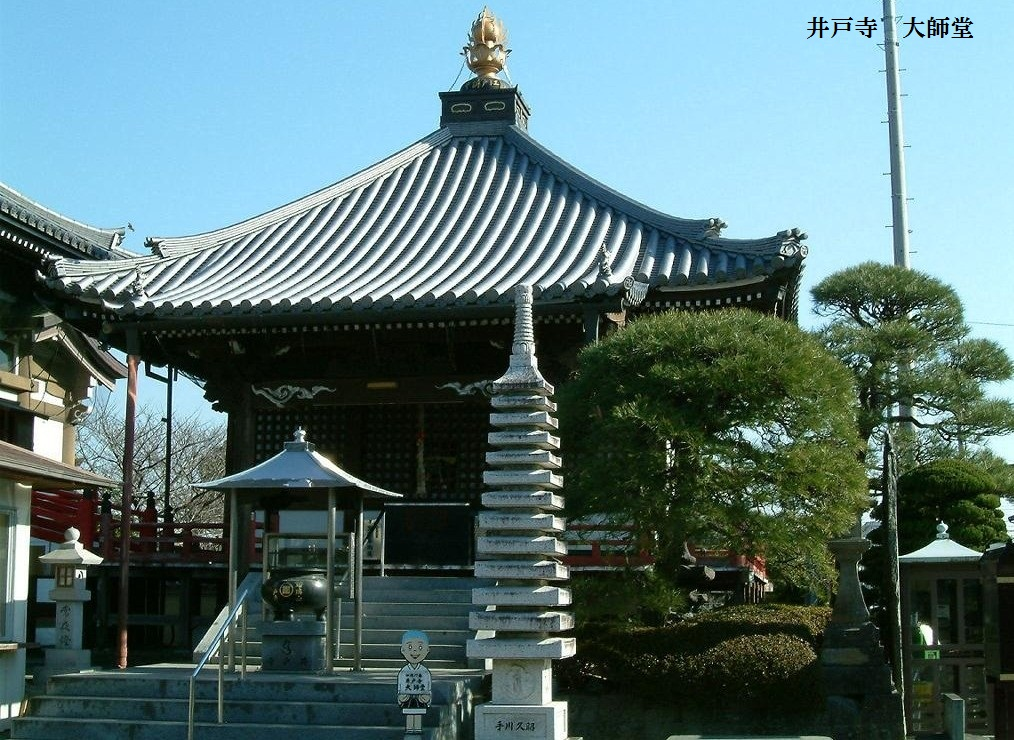
Daishidō
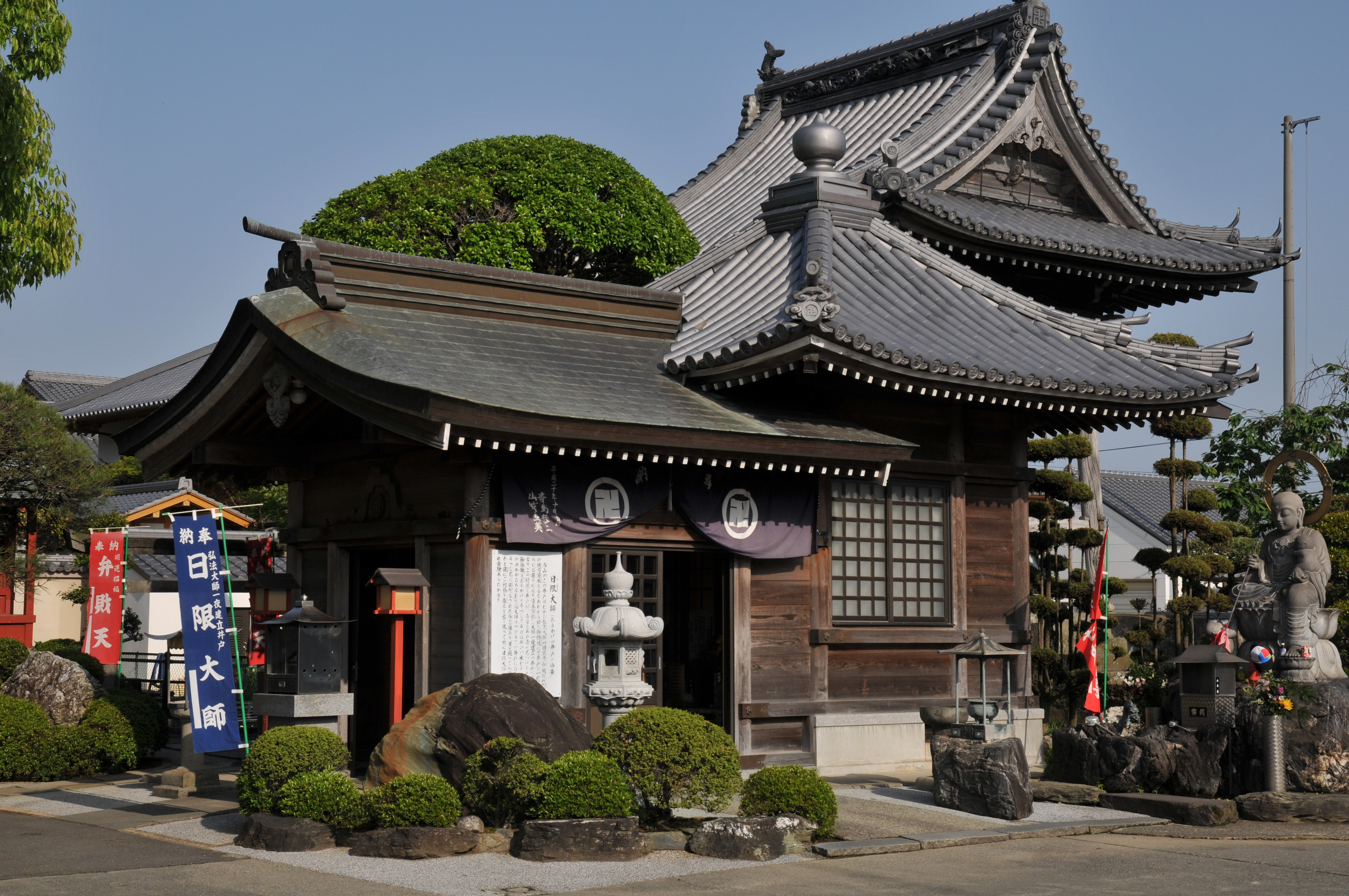
Hikagiri Daishidō
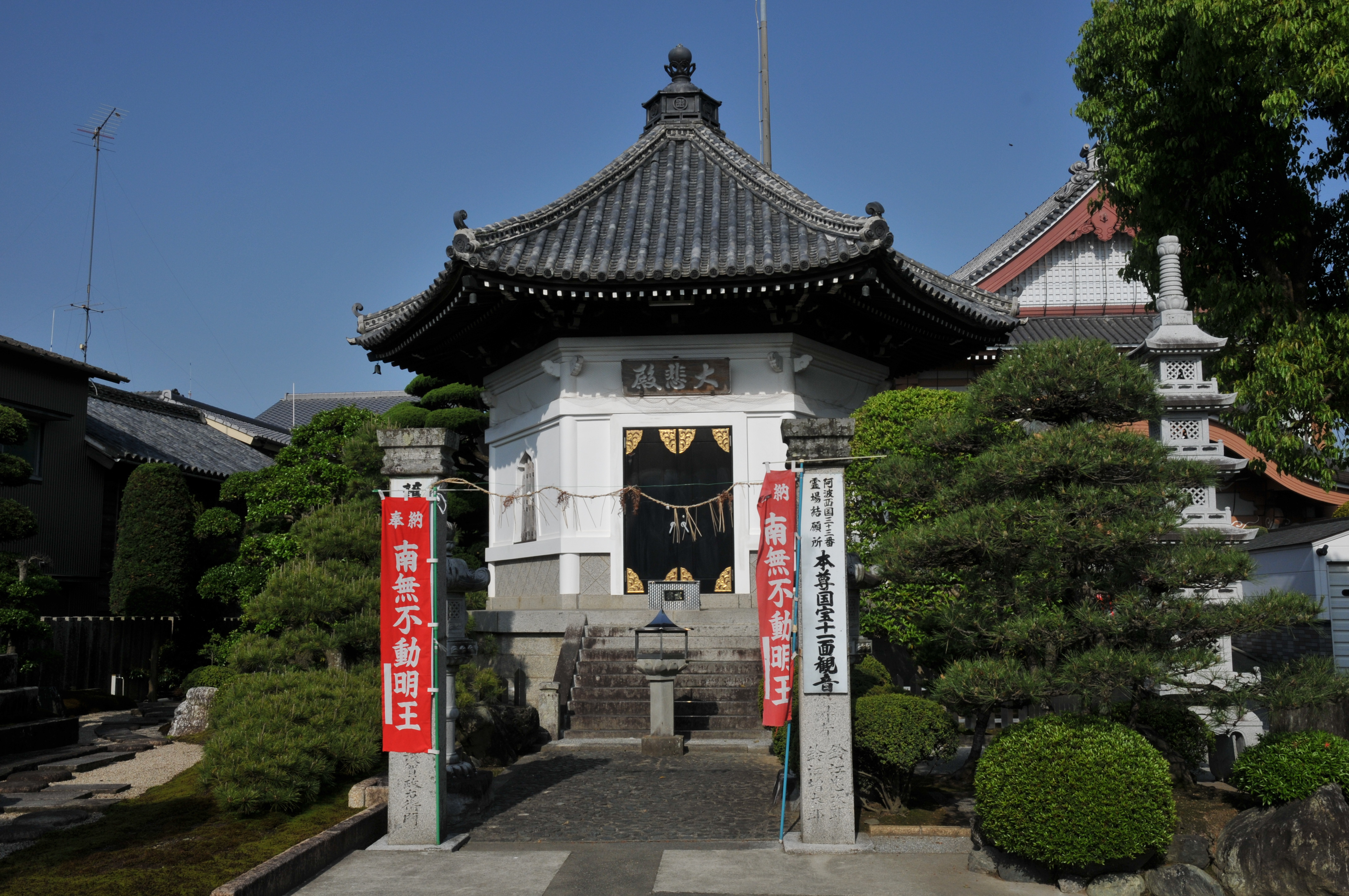
Daihiden